# Ivan David
Ivan David (nascido em 24 de setembro de 1952) é um psiquiatra checo, ex-ministro da Saúde e ex-director do Hospital Psiquiátrico de Bohnice.
Ele formou-se na Escola Secundária de Praga e na Faculdade de Medicina Geral da Universidade Carolina. Ele então trabalhou como psiquiatra. De 1998 a 2002, foi Membro do Parlamento pelos Sociais-Democratas e de 1998 a 1999 foi Ministro da Saúde. Ele é neto de Jindřich Šnobl (1903-1971), um ex-vice-director administrativo da ČKD -Stalingrado. Ivan David foi director do hospital psiquiátrico em Bohnice até abril de 2008.